# Mancha Real (kommunhuvudort)
Mancha Real är en kommunhuvudort i Spanien.   Den ligger i provinsen Provincia de Jaén och regionen Andalusien, i den södra delen av landet, 290 km söder om huvudstaden Madrid. Mancha Real ligger 756 meter över havet och antalet invånare är 10 972.
Terrängen runt Mancha Real är lite bergig. Runt Mancha Real är det ganska glesbefolkat, med 31 invånare per kvadratkilometer. Närmaste större samhälle är Jaén, 15,7 km väster om Mancha Real. Trakten runt Mancha Real består till största delen av jordbruksmark.